# Матнакаш

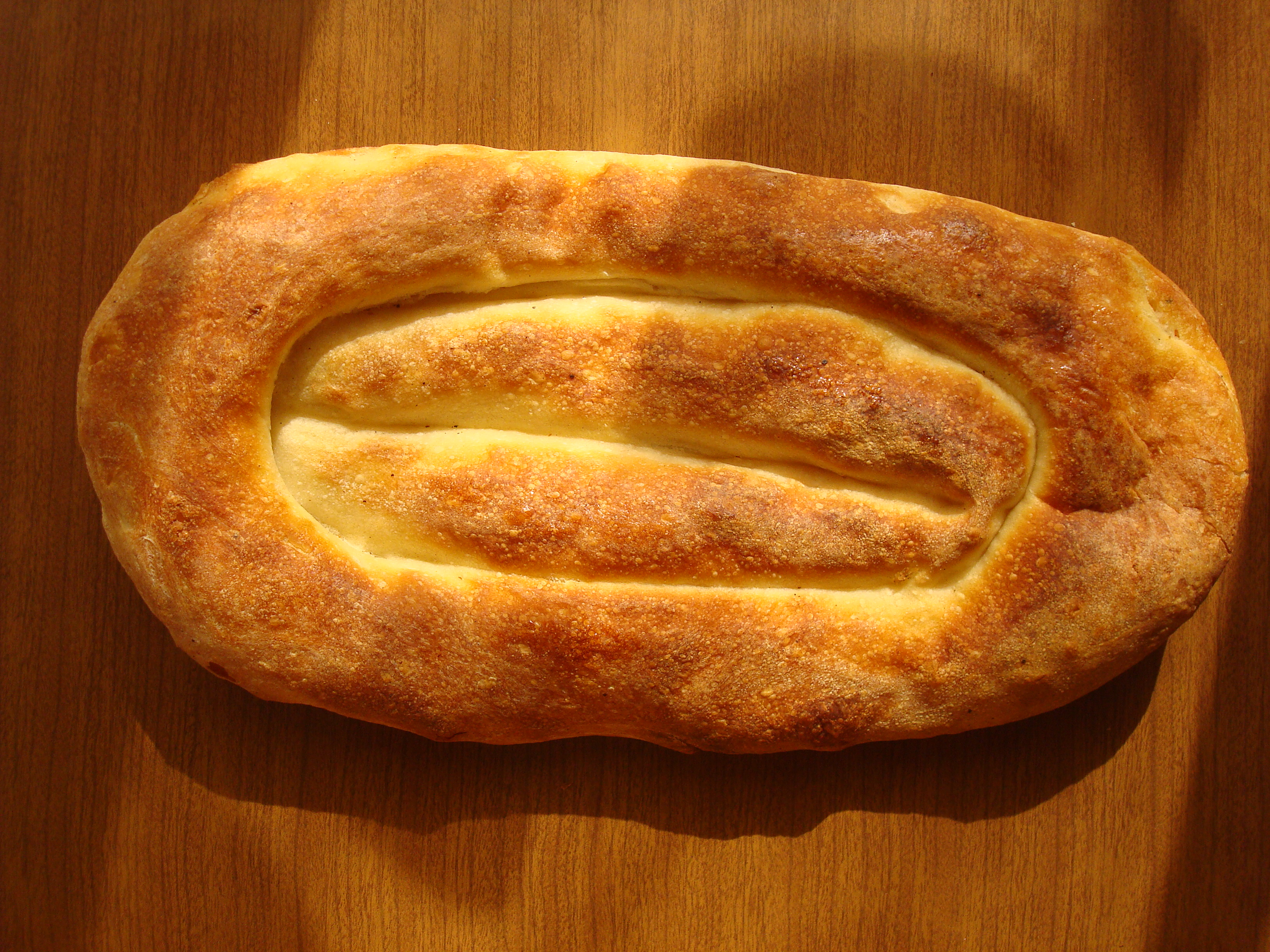
Матнакаш

Матнакаш (вірм. մատնաքաշ) — вірменський національний хліб з пшеничного борошна різних сортів у формі грубої овальної або круглої коржі з еластичним великопористим м'якушем і твердою скоринкою.

## Процес приготування
Матнакаш випікається із дріжджового тіста. В процесі приготування тісто декілька разів обминають і відставляють, щоби воно збільшилось в об'ємі в декілька разів. На кінцевому етапі приготування поверхню тіста змазують завареним у воді борошном, розтягують до отримання коржів круглої або овальної форми і пальцями проводять замкнуту лінію, паралельну зовнішньому краю коржа, і поздовжні паралельні лінії по центру. Назва «матнакаш» походить від вірменських слів «мат» — палець і «кашел» — тягнути, що можна перекласти як «розтягнутий пальцями».
Матнакаш випікають і в тонірах (в Нагірному Карабасі, Сюникській області) і в подових печах (пур) (в Лорійській області, Тавуській області). На відміну від лаваша, який не втрачає своїх смакових якостей протягом тривалого часу, матнакаш не призначений для зберігання, його можна зберігати тільки декілька днів.

## Цікаві факти
Смаком матнакаша захоплювався американський художник Роквелл Кент, який двічі відвідав Вірменію в 1960-і роки.